# 若松町 (刈谷市)
若松町（わかまつちょう）は、愛知県刈谷市の町名。2019年5月1日時点の人口は1,221人。郵便番号は448-0858。

## 地理
刈谷市の中央部に位置している。北は南桜町と、東は神田町と、南は住吉町と、西は大手町と接している。JR東海道本線・名鉄三河線刈谷駅のすぐ南側にあり、刈谷駅は若松町にもまたがっている。
1989年（平成元年）時点の世帯数は315、人口は784。

## 施設
- みなくる刈谷 - 2008年（平成20年）開業の複合商業施設。1982年（昭和57年）に閉鎖された日本陶管刈谷工場の跡地であり、刈谷市による土地取得後はグラウンドとなっていた。
- 刈谷市総合文化センター - 2010年（平成22年）開業。日本陶管刈谷工場の跡地。
- 刈谷市公共職業安定所[3]
- 刈谷市保健センター
- 刈谷税務署
- 百五銀行刈谷支店
- 十六銀行刈谷支店
- 知多信用金庫刈谷支店
- 名鉄イン刈谷 - ビジネスホテル。2007年（平成19年）開業[4]。
- エースイン刈谷 - ビジネスホテル。2001年（平成13年）開業[5]。
- 刈谷市立さくら保育園
- 神田公園 - かつて市営の神田公園プールがあった[3]。
- 若松公園[3]

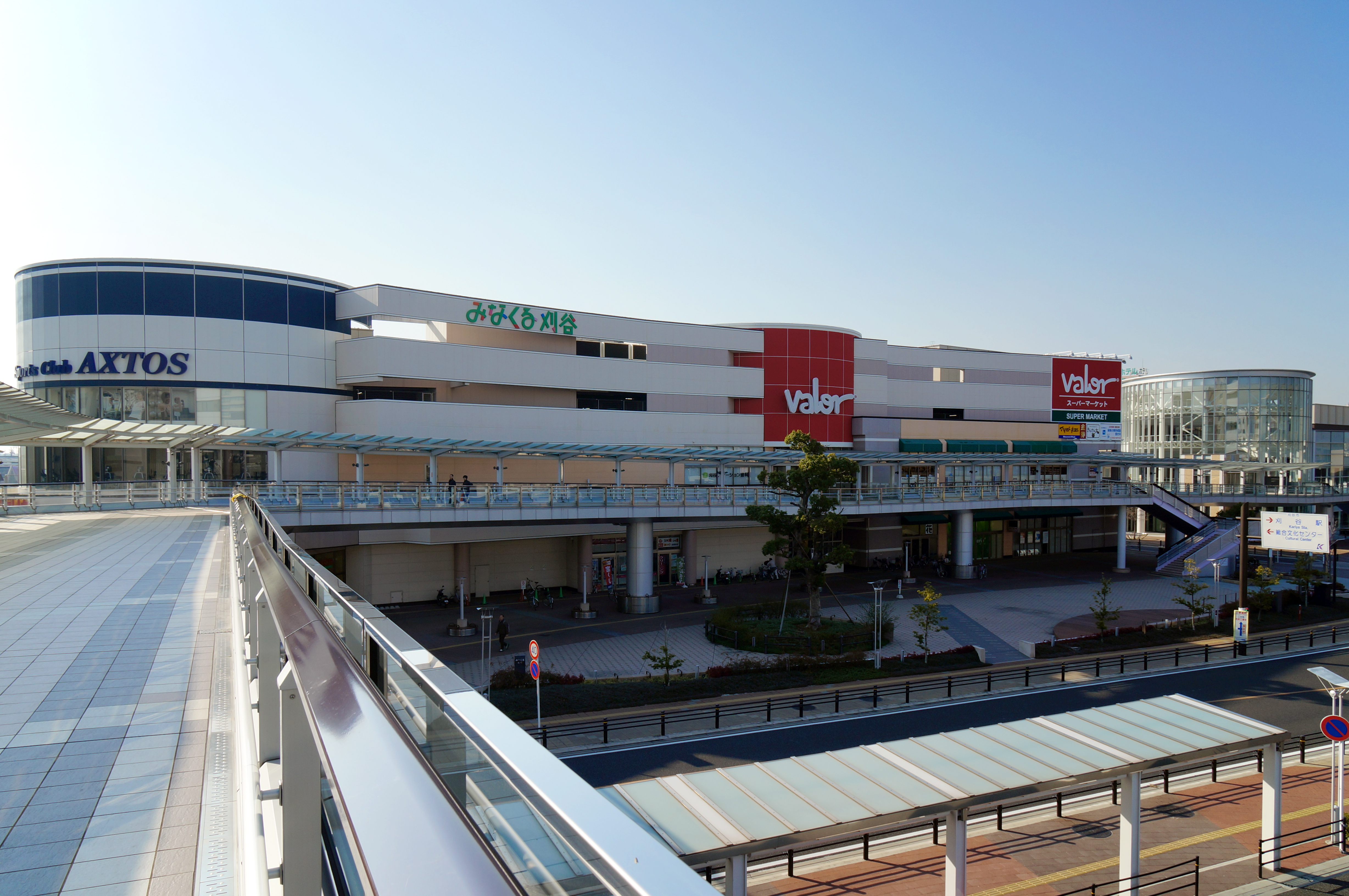
みなくる刈谷
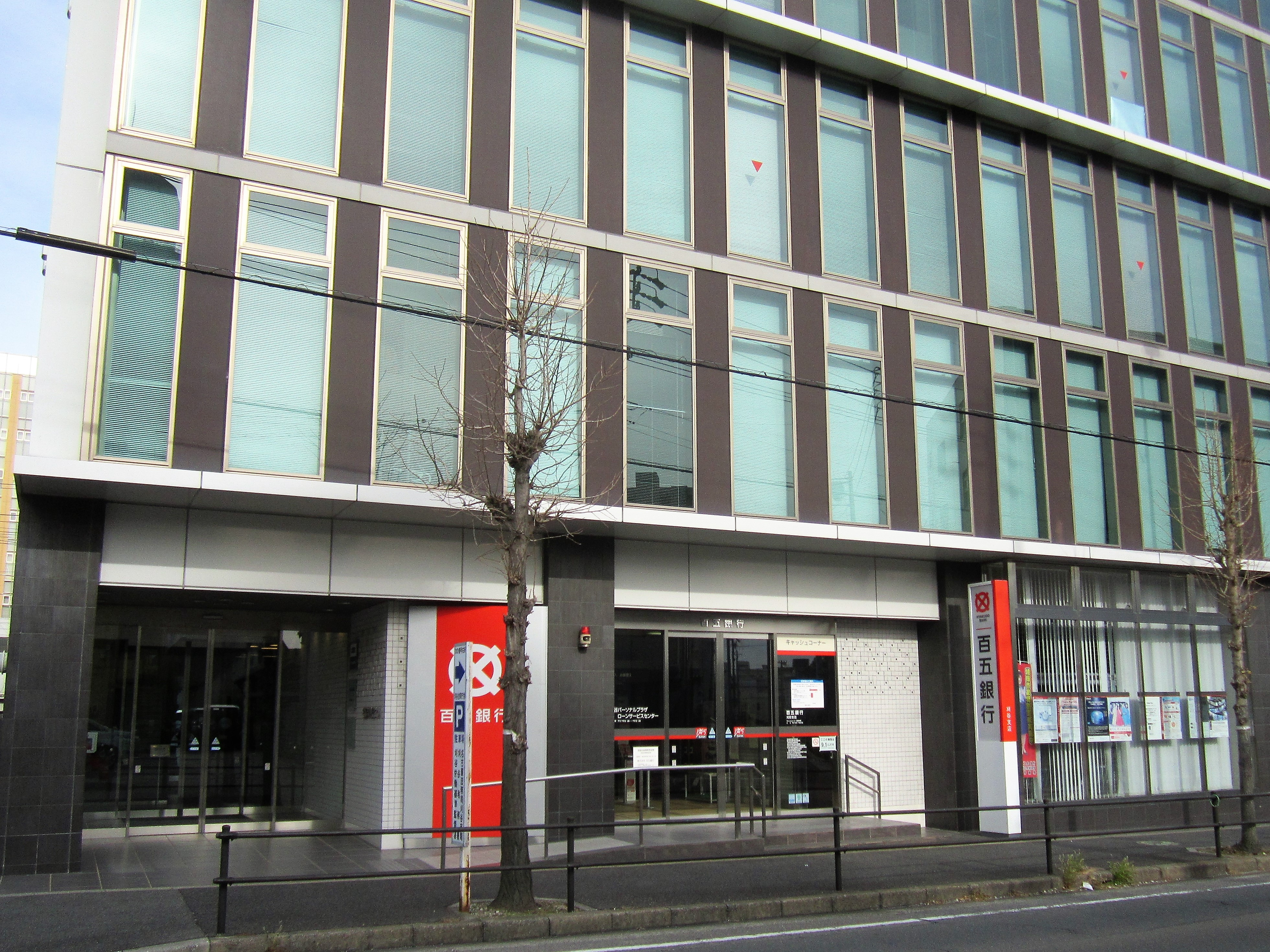
百五銀行刈谷支店
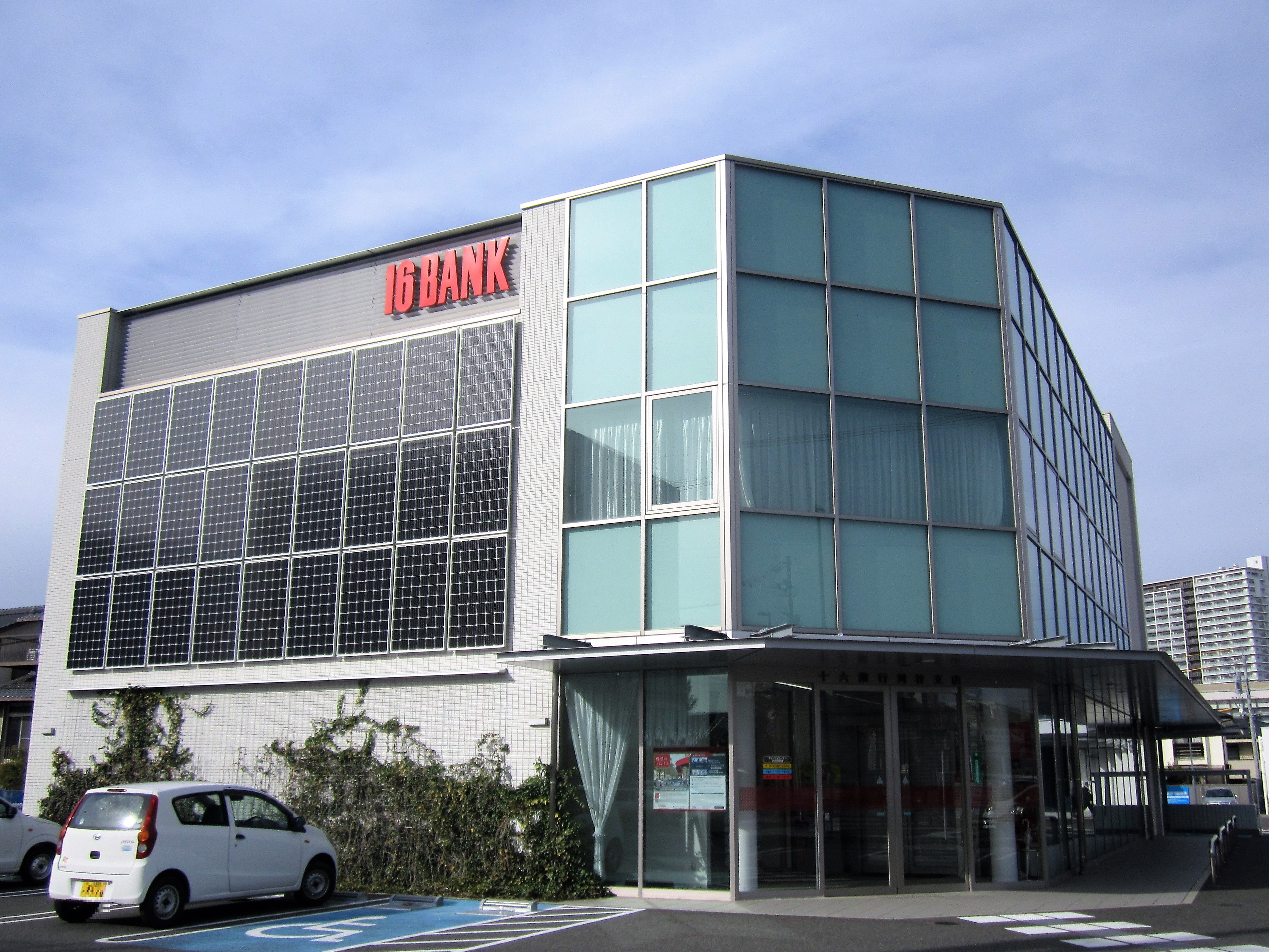
十六銀行刈谷支店
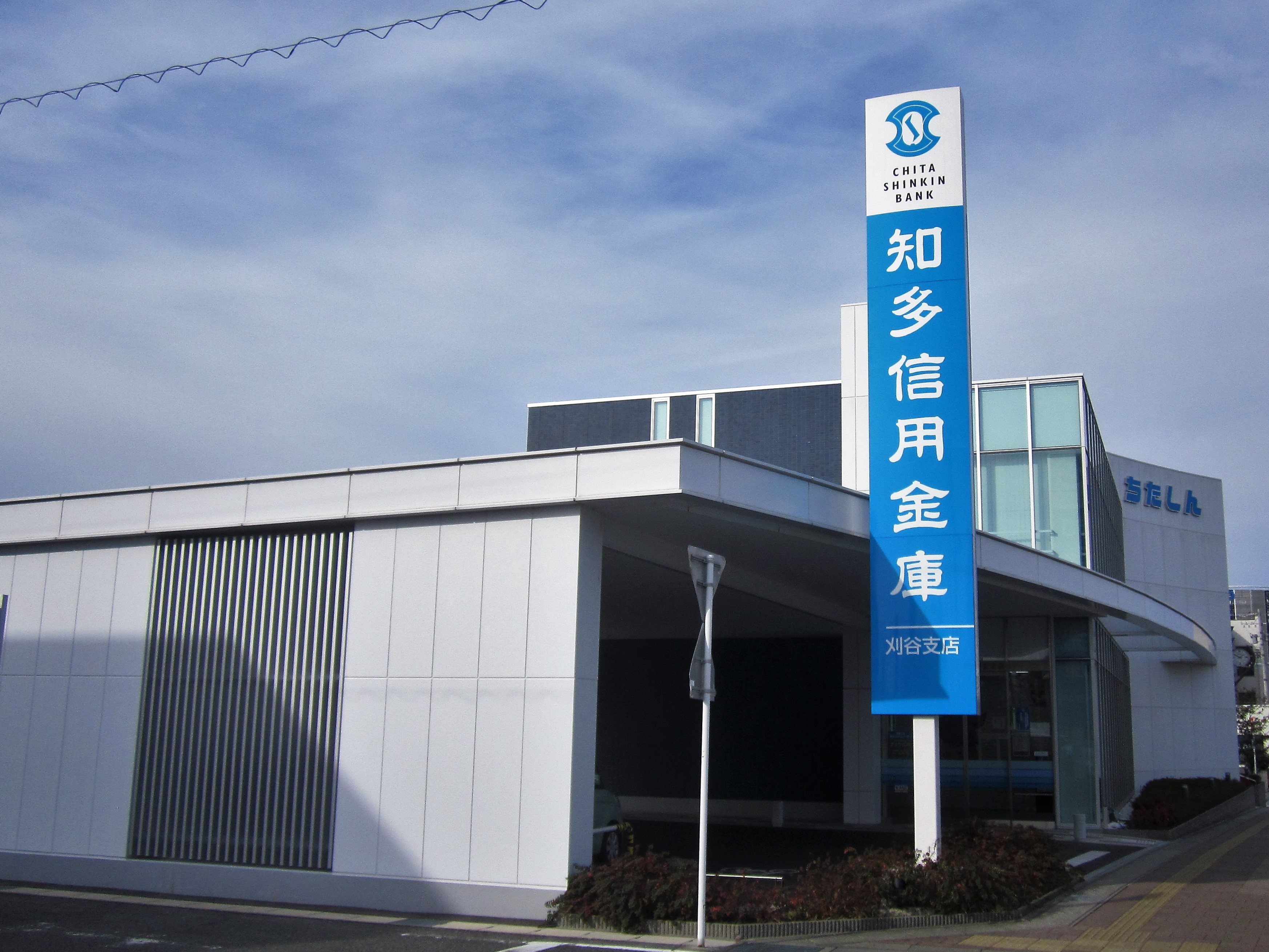
知多信用金庫刈谷支店
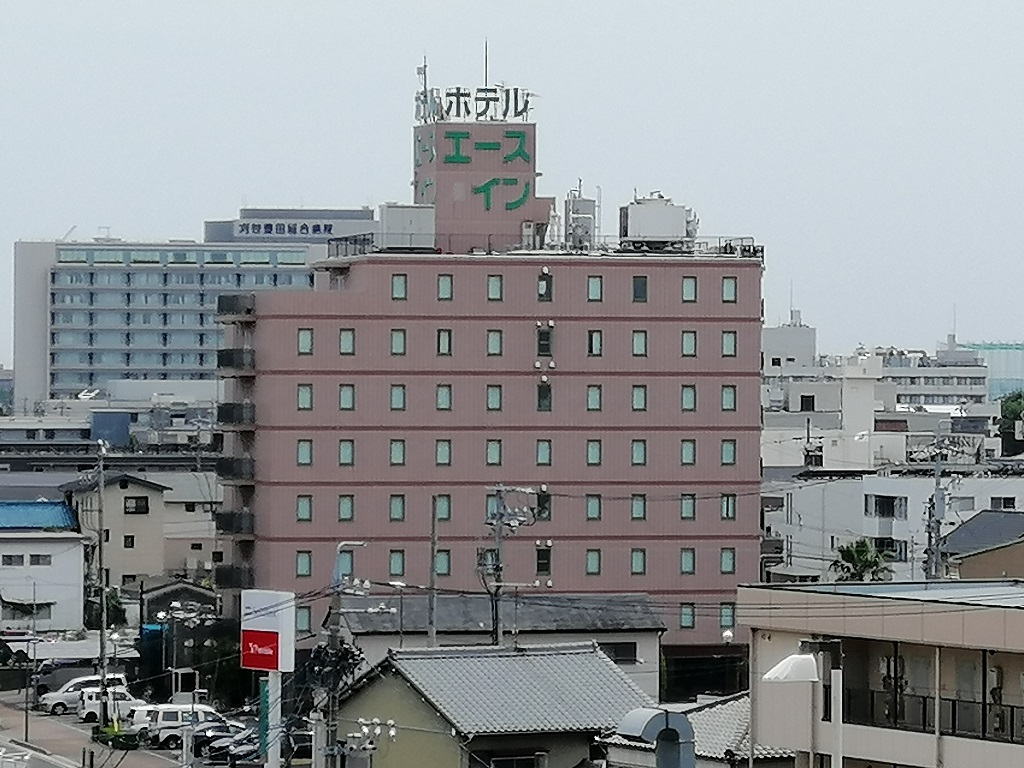
エースイン刈谷